# Kent Olsson (Gais 1967)
Kent Olsson är en svensk före detta fotbollsspelare (anfallare) som representerade Gais 1967.
Olsson kom från Alingsås IF till Gais inför säsongen 1967, men gjorde ingen större lycka och spelade bara 5 allsvenska matcher för Gais denna sin enda säsong i klubben. Han återvände därefter till Alingsås.